# Ephraim Tjihonge
Ephraim Tjihonge (23 maggio 1986) è un ex calciatore namibiano, di ruolo portiere.

## Carriera

### Nazionale
Ha collezionato 9 presenze in nazionale.